# Touchdown (singel)
Touchdown - utwór amerykańskiego rapera The Game’a. Piosenka pochodzi z albumu L.A.X. z roku 2008.
Mimo tego, iż utwór ten nie został wydany oficjalnie jako singiel, uplasował się na 57. miejscu notowania Hot R&B/Hip-Hop Songs.